# Mario Cutelli
Mario Cutelli (Catania, 1589 – Palermo, 17 settembre 1654) è stato un giurista, filosofo e latinista italiano.
Scrisse opere di diritto civile, ricoprendo alte cariche giuridiche durante il dominio spagnolo in Sicilia.
Conte di Villa Rosata e signore dell'Alminusa. Sposò Cristina Cicala.

## Biografia
Cutelli conseguì il titolo di dottore in diritto civile ed ecclesiastico nel 1621 presso lo Studio di Catania e nel biennio 1628-1629 fu nominato giudice del tribunale della Gran Corte. Alla fine del 1632 si recò in Spagna per discutere al cospetto del sovrano Filippo IV delle numerose controversie giurisdizionali. A Madrid scrisse il Patrocinium pro regia iurisdictione inquisitoribus siculis concessa.
I viceré, eletti personalmente dal re, sono contornati da un'amministrazione corrotta che pratica attività illecite, contribuendo alla debolezza del governo. Tale situazione spinse Mario Cutelli a intervenire per escludere dal "privilegium fori" numerosi delitti: resistenza a pubblico ufficiale, omicidio anche tentato.
Nel 1635-1637 fu nuovamente nominato giudice della Gran Corte, pubblicando il Codicis legum sicularum libri quattuor, manifesto del partito olivaresiano in Sicilia. Cutelli manifestava un'idea di politica amministrativa che mirava a creare un centro unificatore e un ministro superiore, cui fosse affidato il compito di amministrare e dirigere la monarchia, ottenendo il rilancio economico, la riduzione delle spese e il riequilibrio del conto fiscale. Nominato nel 1639 avvocato fiscale del Real Patrimonio, Cutelli si recò l'anno successivo a Napoli per incarico del viceré Francisco De Melo. Lo stesso viceré gli ordinò di tornare in Spagna per esporre al sovrano la situazione siciliana in materia di fiscalità.
Filippo IV nel 1642 gli concesse il titolo di conte. Ritornato nel 1649 in Sicilia, fu proposto dal viceré Juan de Austria alla presidenza del Concistorio. Nel settembre 1650, Mario Cutelli acquistò il feudo di Mezzamandranova.
Nel 1651, dopo essere stato nominato dal Senato di Catania suo procuratore nel Parlamento, pubblicò in lingua castigliana l'opera Catania restaurata. L'anno seguente, dopo un ricorso del Senato di Catania che riaffermava la sua concezione dell'impero, Filippo IV ne propose la sospensione, sino a nuovo ordine, dall'Ufficio. Si difese scrivendo il Supplex libellus.
Il 23 aprile 1652, acquistò il feudo di Alminusa e il borgo già creato da Giuseppe Bruno, figlio del fondatore Gregorio, per atto del notaro Pietro Cardona di Palermo. Ad Aliminusa dotò la chiesa di Santa Anna e stabilì un legato di maritaggio di dieci onze l'anno in favore di una figlia dei suoi vassalli, come si scorge dal suo testamento redatto il 28 agosto 1654 innanzi al notaio Giovanni Antonio Chiarella di Palermo. Nel luglio 1654 acquistò il feudo di Cifiliana.
Morì il 17 settembre del 1654 a Palermo. Il suo testamento rivelò la volontà di destinare una parte dei suoi possedimenti alla fondazione di un collegio d'huomini nobili all'uso di Spagna in cui si dovesse studiare legge canonica e civile.
Nel 1747, dopo più di un secolo dalla sua morte, fu possibile dare inizio alla costruzione del Collegio Cutelli (poi Convitto Cutelli), perché solo in quell'anno, con la morte di don Giovanni Cutelli, aveva posto nel testamento tale condizione per la devoluzione dei beni.
A Catania gli sono dedicati, oltre al Convitto Cutelli, attualmente sede di un Liceo Europeo, una piazza sita sul percorso della centrale via Vittorio Emanuele II e il Liceo Classico "Mario Cutelli".
Il 27 gennaio 2022, in occasione della giornata della memoria, il liceo Mario Cutelli cambia denominazione diventando Liceo “Mario Cutelli e Carmelo Salanitro” in memoria del latinista antifascista morto in campo di concentramento.